# Pocheren

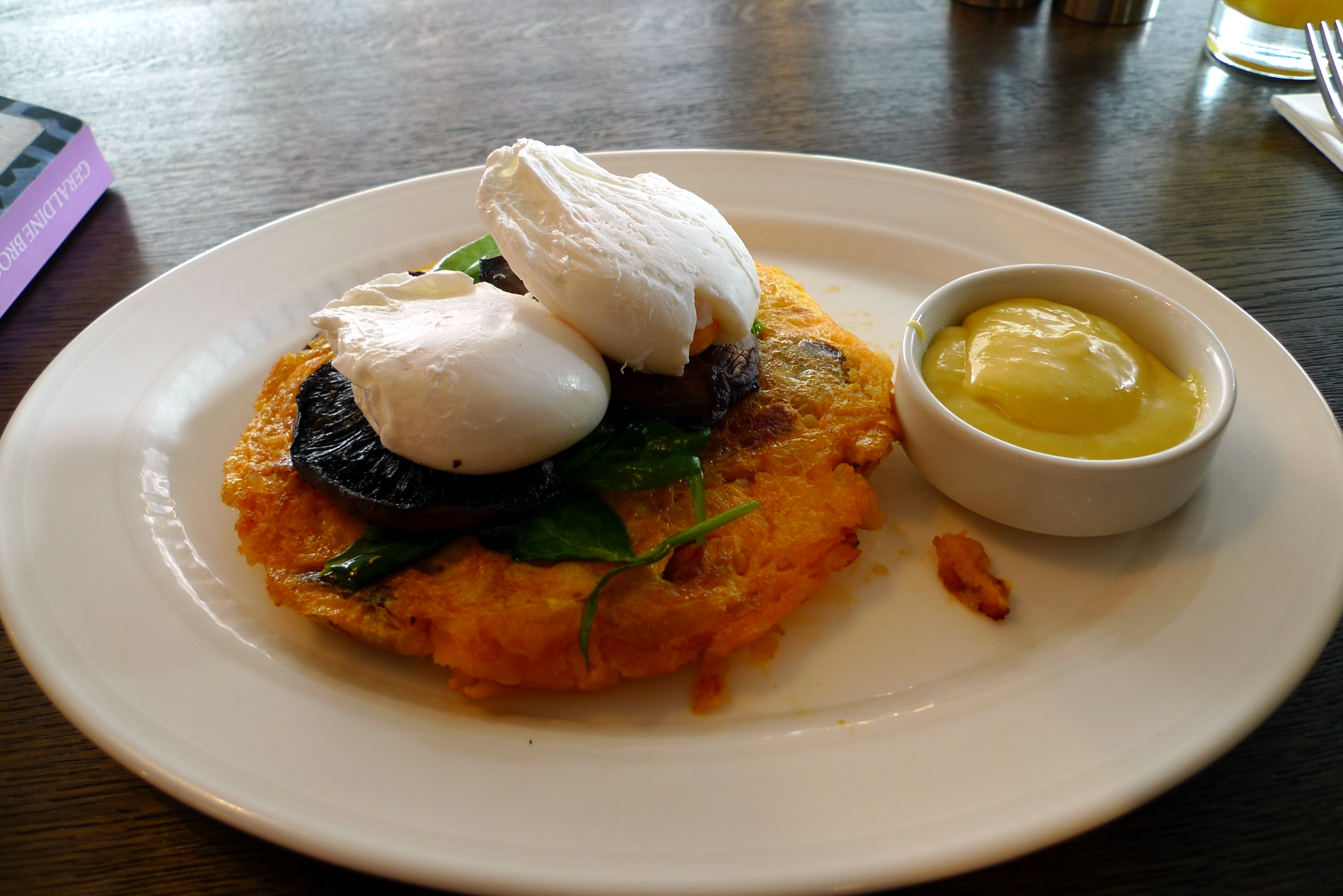
Een gerecht met gepocheerde eieren.

Pocheren is het gaar maken van voedsel in warm vocht, net iets onder het kookpunt. Het meest bekend is het pocheren van eieren, die men uit de opengebroken schaal direct in bijna kokend water laat vallen. 
Pocheren kan gebeuren in water met een scheutje azijn, in bouillon of in wijn. Deze techniek is vooral geschikt voor kwetsbaar voedsel, zoals de genoemde eieren, maar ook vis of fruit. Bij hard koken of bakken kunnen deze voedingsmiddelen gemakkelijk uit elkaar vallen door de beweging van het water. Het zijn ook producten waarvan de smaak juist door het zachte pocheren goed bewaard blijft. 
Doordat er geen vet wordt gebruikt, is pocheren een uitstekende techniek om levensmiddelen met weinig calorieën gaar te maken.